# Фернанду Мейрелис
Фернанду Ферейра Мейрелис (на португалски: Fernando Ferreira Meirelles) е бразилски режисьор, продуцент и сценарист.
Номиниран е за „Оскар“, „Златен глобус“, „Бодил“, „Гоя“ и три награди на БАФТА. Известни филми режисирани от него са „Градът на Бога“, „Вечният градинар“, „Слепота“, „360“ и „Рио, обичам те“.

## Биография
Фернанду Мейрелис е роден в Сау Паулу, Бразилия в семейство от средната класа на 9 ноември 1955 г. Баща му е лекар, има и две сестри. Завършва архитектура в Университета на Сау Паулу.

## Кариера
След като завършва университета, заедно с група приятели започват да снимат експериментални видеоклипове. През 1981 г. създават независимата продуцентска компания „Olhar Eletrônico“. Екипът става известен, след като печели награди на различни бразилски филмови фестивали. През 1980-те години компанията започва да продуцира телевизионни програми за бразилските телевизионни станции. В края на 1980-те и началото на 1990-те „Olhar Eletrônico“ е закрита и Мейрелис заедно с Паулу Морели и Андреа Рибейро основават продуцентската компания „O2 Filmes“.
През 1998 г. Мейрелис режисира първият си пълнометражен филм – „Menino Maluquinho 2: A Aventura“. Най-голям успех постига с филма си „Градът на Бога“ (2002), който получава четири номинации за „Оскар“, включително за „най-добър режисьор“. Международен успех има и следващият му филм, „Вечният градинар“ (2005), като актрисата Рейчъл Вайс получава „Оскар“ и „Златен глобус“ за „най-добра поддържаща женска роля“. Други известни филми режисирани от него са „Слепота“ (2008) с участието на Дани Глоувър, Марк Ръфало и Джулиан Мур и „360“ (2011) с участието на Антъни Хопкинс, Джуд Лоу и Бен Фостър.